# Елохин, Иван Петрович
Иван Петрович Елохин (Ванька Ерохин) (24 апреля 1923 года, деревня Ивлево, ныне Дмитровского района Московская область Россия — 21 июня 1965 года, город Москва Россия) — участник Великой Отечественной войны, полный кавалер ордена Славы, сержант, командир 76 мм орудия 354-го артиллерийского полка 139-й стрелковой Рославльской Краснознамённой ордена Суворова дивизии 49-й армии 2-го Белорусского фронта.

## Биография
Родился в семье крестьянина. Русский.
Окончил 6 классов вечерней школы. Работал в артели промкооперации рабочим, затем в колхозе.
С началом Великой Отечественной войны участвует в строительстве Дмитровского укрепленного района на северных подступах к Москве.
В январе 1942 года был призван в Красную Армию.
С июля 1942 года участвует в Великой Отечественной войне в составе 354-го артиллерийского полка (354 АП) 139-й стрелковой дивизии Западного фронта.
В течение года за время боевых действий в составе расчета орудия 354 АП 139 СД Елохин уничтожил одно самоходное орудие, 5 пулеметов, 2 ДЗОТа, 4 блиндажа и до 50-ти солдат и офицеров противника.
19 июня 1943 года Приказом № 08/н по 354 АП, командир орудия красноармеец Елохин награждён медалью «За боевые заслуги».
С 28 по 29 октября 1943 года в районе деревни Ленино Горецкого района Могилёвской области Белоруссии командир орудия 354 АП 139 СД 31-й армии младший сержант Елохин, командуя расчетом, при ведения огня прямой наводкой уничтожил 2 вражеских пулемета, чем обеспечил успешную атаку стрелковых подразделений, выбивших противника из первых траншей. Затем, при отражении контратаки подбил немецкое самоходное орудие, тем самым заставив врага отступить. 22 ноября 1943 года у деревни Луки, того же района, обеспечивая разведку боем, Елохин из своего орудия уничтожил 2 вражеских пулемета и наблюдательный пункт противника.
В конце 1943 года Елохин вступает в ВКП(б).
8 января 1944 года Приказом № 02/н по 139 СД, подписанным командиром дивизии полковником Кирилловым, младший сержант Елохин награждён орденом Славы 3-й степени.
С 17 по 19 июля 1944 года в районе деревни Погораны и Огородники Гродненского района Гродненской области Белоруссии командир орудия 2-й батареи 354 АП 139 СД 50-й армии 2-го Белорусского фронта Елохин командуя расчетом ведя огонь прямой наводкой под шквальным обстрелом контратакующего противника уничтожил вражеское орудие, 3 станковых пулемета и свыше 80-ти немецких солдат и офицеров. Сорвав тем самым контратаки врага.
30 августа 1944 года Приказом № 0454 по 50 А подписанным командующим армией генерал-полковником Болдиным, сержант Елохин был награждён орденом Славы 2-й степени.
20 января 1945 года в районе Бараново, ныне Остроленкского повята, Мазовецкого воеводства Польша командир орудия 354 АП 139 СД 50-й армии сержант Елохин при прорыве глубоко эшелонированной обороны противника, командуя орудием и одновременно выполняя функции наводчика, вел огонь по контратакующей совместно с самоходными орудиями и танками пехоте противника, уничтожив при этом 4 вражеских пулемета и до 35-ти немецких солдат, за что командиром 354 АП подполковником Макаровым был представлен к ордену Славы 1-й степени.
10 февраля 1945 года в первый день начала Восточно-Померанской операции в районе, ныне Семпульненский повят Куявско-Поморское воеводство Польша командир орудия 354 АП 2-й батареи 139 СД 50-й армии сержант Елохин вместе со своим расчетом уничтожил вражеское самоходное орудие и 15 солдат противника.
12 марта 1945 года Приказом № 14/н по 139 СД, подписанным командиром дивизии генерал-майором Кирилловым, сержант Елохин награждён орденом Красной Звезды.
29 июня 1945 года Указом Президиума Верховного Совета СССР, за мужество, отвагу и героизм, проявленные в борьбе с немецко-фашистскими захватчиками, Елохин Иван Петрович награждён орденом Славы 1-й степени.
В 1948 году старший сержант Елохин демобилизован из армии.
Жил в городе Тушино, ныне Северо-Западный административный округ Москвы.
В 1959 году окончил трехгодичную школу мастеров при заводе по выпуску авиационных двигателей «Красный Октябрь», ныне Московское машиностроительное предприятие имени В. В. Чернышёва, затем учился в заводском авиационном техникуме. Работал старшим мастером цеха на этом же заводе.
Умер 21 июня 1965 года.

## Награды
- Орден Красной Звезды (12.03.1945) представлялся к ордену Отечественной войны 2-й степени
- Орден Славы 1-й степени № 1747 (29.06.1945)
- Орден Славы 2-й степени (30.08.1944)
- Орден Славы 3-й степени (08.01.1944)
- Медали, в том числе:
  - «За боевые заслуги» (19.06.1943)
  - «За оборону Москвы»
  - «За победу над Германией в Великой Отечественной войне 1941—1945 гг.»
  - «Двадцать лет Победы в Великой Отечественной войне 1941—1945 гг.»
  - «30 лет Советской Армии и Флота»
  - «В память 800-летия Москвы»